# Me Desculpa, Jay-Z
Me Desculpa Jay-Z é um single premiado do cantor Baco Exu do Blues, pertencente ao álbum Bluesman. O single tem 3 minutos e 32 segundos de duração e é detentor de um disco de diamante.

## Composição
A música em questão relata um amor platônico do autor por uma mulher enquanto ele cita a cantora Beyoncé, no qual ele relata estar tendo sonhos eróticos. O autor também relata o sonho de enriquecer e ser parecido com o cantor Jay-Z, que dá o nome ao single.
Durante toda a música, o cantor expressa uma angústia por estar em um dilema pessoal de resistir ao seu amor platônico ou se entregar a esta paixão, esta angústia cria um certo sentimento depressivo que é expressado durante a canção. Durante toda a canção o autor se contradiz diversas vezes mostrando a sua dúvida, como relatado no trecho:
| “ | Eu não gosto de você, sorrio ao te ver Não quero não te ver jamais Eu pareço com você, no espelho está você Não me enlouqueça mais Tô entre tirar a sua roupa e tirar a minha vida Procuro um motivo pra sair da cama e melhorar meu autoestima | ” |

## Premiações e cerificados
O single não recebeu a premiação do Festival de Publicidade de Cannes, porém seu álbum BLUESMAN recebeu a premiação após votações entre os jurados. Entre os concorrentes estavam o cantor Jay-Z e a cantora Beyoncé, os mesmos que foram citados na música pertencente ao álbum vencedor, assim ficando irônico o nome do single, como se o cantor já estivesse pedindo desculpa a Jay-Z desde a gravação do álbum.
| Ano  | Prêmio/Certificado          | Categoria | Situação | Ref.  |
| ---- | --------------------------- | --------- | -------- | ----- |
| 2020 | Disco por Pró-Musica Brasil | Single    | Diamante | [ 1 ] |